# 守時健
守時 健（もりとき たけし、1986年 - ）は、日本の元地方公務員（高知県須崎市職員）で、実業家。
須崎市のマスコットキャラクターしんじょう君の生みの親やアテンド役として知られ、しんじょう君を人気キャラクターに育てたことや、須崎市のふるさと納税寄付額を約1000倍にした功績などから、「超公務員」や「日本一バズる公務員」といわれる。
2020年に須崎市を退職して独立し、株式会社パンクチュアル代表として地方創生にまつわる事業を行う。

## 経歴

### 須崎市職員時代まで
広島県呉市に生まれ、岡山県倉敷市で育つ。旅行で訪れた須崎市を気に入って住むことに憧れ、2012年に須崎市に職員採用されると企画課に配属された。
入庁翌年の2013年にしんじょう君を創出し、誕生から3年を経た2016年にゆるキャラグランプリ1位を獲得する人気キャラクターに育てた。守時はしんじょう君を当時としては珍しい「PRしないキャラクター」としてファンを増やした。
さらに、しんじょう君のTwitterアカウントフォロワー数を12万超に伸ばし、しんじょう君によるSNS発信で、当初200万円程度だった須崎市のふるさと納税寄附額を約1000倍の26億円に増やすことに成功する。2022年5月には地域おこしでバズるノウハウをまとめた著書『日本一バズる公務員』（扶桑社）を上梓した。

### 須崎市役所退職後
2020年、約8年間勤めた須崎市役所を退職した。株式会社パンクチュアルを立ち上げ、日本各地の地域創生を目指す事業を手がけている。
しんじょう君のマネジメントも委託により引き続き実施している。
2023年、しんじょう君10周年を記念し、クラウドファンディングで須崎市の商店街にしんじょう君の銅像を創るプロジェクトを立ち上げる。目標金額の700万円を2週間で達成したことで、当初約50cm予定だった銅像を約100cmにアップし、さらにスポットライトも設置。最終的に、626人の支援者から15,360,000円の支援金が集まった。

## 著書
- 『日本一バズる公務員』扶桑社、2022年5月29日、ISBN 978-4594091286